# محمدحسین فرهنگی
محمدحسین فرهنگی (زادهٔ ۱ آبان ۱۳۴۰ در تبریز) نماینده اصولگرای تبریز، آذرشهر و اسکو در مجلس هفتم، مجلس هشتم، مجلس نهم و مجلس دهم  و مجلس یازدهم بوده و سوابقی مانند نائب رئیس و عضو کمیسیون قضائی و حقوقی مجلس و نائب رئیس و عضو کمیسیون برنامه و بودجه و و عضویت کمیسیونهای شوراها و امور داخلی عمران و صنایع و معادن مجلس شورای اسلامی را در کارنامه خود دارد.
او در دوره هشتم، نهم، دهم و یازدهم سابقه عضویت در هیئت رئیسه مجلس شورای اسلامی را دارد. وی پیش از این دبیر منطقه ۲ دانشگاه آزاد اسلامی و عضو هیئت رئیسه علمی گروه حقوق بوده‌است. همچنین وی در دانشگاه آزاد واحد تهران مرکز، برخی دروس دوره کارشناسی ارشد رشته حقوق را تدریس می‌کنند. همچنین به عنوان رئیس ستاد لشکر عاشورا در دوران دفاع مقدس و در سالهای بعد فرمانده منطقه مقاومت بسیج استان آذربایجان شرقی و جانشین سپاه عاشورا و فرمانده بسیج دانشجویی کل کشور بوده است. او لیسانس الهیات، ارشد فقه و مبانی حقوق و ارشد مدیریت دولتی و دکترای فقه و مبانی حقوق اسلامی (از گرایش‌های رشته الهیات و معارف اسلامی) دارد. وی دوران دبیرستان را در دبیرستان آیت‌الله طالقانی تبریز گذرانده است. دکتر فرهنگی در دانشکده حقوق آزاد واحد مرکز در مقطع کارشناسی ارشد حقوق ثبت اسناد و املاک دروس ثبتی و فقه ثبتی و دروس دیگر رشته حقوق را نیز تدریس می نمایند.
محمدحسین فرهنگی در انتخابات ریاست‌جمهوری ۱۳۸۴، سخنگوی ستاد انتخاباتی علی لاریجانی بود.